# Dzieje Apostolskie
Dzieje Apostolskie – księga historyczna Nowego Testamentu, zajmująca w kanonie miejsce piąte. Oryginalny tytuł grecki, Πραξεις (Prakseis, dosł. czyny), znajdujemy już w Kodeksie Synaickim z IV stulecia, później będzie on rozszerzony do formy dziś używanej, Πραξεις <των> Αποστολων (Prakseis <ton> Apostolon) – Czyny Apostołów. Księga opisuje dzieje uczniów Chrystusa, formowanie się pierwszych wspólnot i rozprzestrzenianie chrześcijaństwa aż do panowania cesarza Nerona. Bohaterem (zbiorowym) pierwszych dwunastu rozdziałów jest wspólnota uczniów Chrystusa w Jerozolimie, kierowana przez Dwunastu Apostołów, wśród których wyróżnia się aktywnością i znaczeniem Szymon Piotr. Począwszy od rozdziału 8. opisano jak nowa nauka przekracza granice Jeruzalem i Judei, docierając m.in. do Samarii i Antiochii Syryjskiej, a od rozdziału 13. głównym bohaterem Dziejów staje się Saul z Tarsu, dotąd prześladowca i gorliwy faryzeusz, a teraz świeżo pozyskany żarliwy wyznawca, który pod imieniem Paweł (łac. Paulus) będzie przodującym apostołem chrystianizmu. Rozdziały od 13 do 28 opisują kolejno trzy podróże misyjne Pawła z towarzyszami oraz czwartą podróż – przymusową, jako więźnia przed sąd cezara w Rzymie. Księga kończy się opisem pobytu Apostoła Pawła w areszcie domowym w Rzymie w oczekiwaniu na proces sądowy przed cesarzem.

## Autor księgi
(zob. więcej: kwestia autorstwa Ewangelii Łukasza).
W tekście Dziejów Apostolskich nie znajdziemy imienia autora. Według chrześcijańskiej tradycji (m.in. Ireneusz z Lyonu, Tertulian, Klemens Aleksandryjski, Euzebiusz z Cezarei, Orygenes) księgę tę napisał Łukasz Ewangelista, towarzysz podróży Pawła z Tarsu, z pochodzenia Grek, z zawodu lekarz. Identyczną wzmiankę zawiera Fragment Muratoriego. W zamierzeniu autora (Dz 1, 1–5) dzieło miało być kontynuacją napisanej przez niego wcześniej Ewangelii (Ew. Łuk. 1, 1–4). Teza o Łukaszowym autorstwie Trzeciej Ewangelii i Dziejów Apostolskich, powszechnie przyjęta w kościołach chrześcijańskich, nie jest podzielana przez wszystkich biblistów.

## Dedykacja
„Dzieje Apostolskie” dedykowane są znanemu nam tylko z imienia Teofilowi, zapewne chrześcijaninowi szlachetniejszego urodzenia i być może dobroczyńcy autora. Mniej prawdopodobne jest przypuszczenie, by autor dzieła nie dedykował go konkretnej osobie (co było zwyczajem jego czasów), a każdemu czytelnikowi, ukrywającemu się pod greckim słowem <theofiles> („miłujący Boga” lub „umiłowany przez Boga”). Przedmiotem dyskusji jest użyty przez autora termin <proton logon> (pierwsze księgi). Zdaniem niektórych biblistów (T. Zahn, W. Ramsay) oznacza on, że autor zamierzał kontynuować pracę i napisać przynajmniej trzecią część dzieła, w przeciwnym razie użyłby słowa <proteron> (z uwagi na ewolucję języka greckiego w czasach hellenistycznych z zanikiem różnicy między liczbą podwójną a mnogą, teza ta jest niepewna).

## Czas powstania księgi
Ponieważ Dzieje Apostolskie są dalszym ciągiem jednego dzieła, którego pierwszą część stanowi Ewangelia Łukasza, napisano je, jeśli nie bezpośrednio, to przynajmniej w czasie niezbyt odległym od powstania pierwszej części. Datowanie Dziejów i Ewangelii jest więc ściśle powiązane. Zasadniczo stawia się trzy hipotezy: datę wczesną (przed powstaniem żydowskim i zburzeniem Jerozolimy w 70 r.), datę pośrednią – ok. 80–85 r. oraz datę późną – na początku II stulecia. Hipoteza pierwsza opiera się na założeniu, że dzieło musiało powstać przed śmiercią (męczeńską) głównego bohatera księgi, Apostoła Pawła z Tarsu (został stracony w Rzymie ok. 64–67 r.) – zobacz szczegółowe omówienie pod hasłem: Ewangelia Łukasza.

## Dzieje Apostolskie w tradycji wschodniej
Apostoł (Dzieje Apostolskie) to księga cerkiewna zawierająca tę część Nowego Testamentu, gdzie po ewangeliach znajdują się Dzieje Apostolskie, Listy Apostołów i Listy św. Pawła (bez Apokalipsy św. Jana), czyli fakty z życia apostołów Piotra i Pawła opisane przez św. Łukasza ok. 64 r. po Chrystusie. Apostoł, podobnie jak ewangeliarz podzielony na rozdziały, wiersze i zaczała (perykopy), z objaśnieniem na końcu księgi, jak i kiedy czytać zaczała, czytany był podczas liturgii przed ewangelią. W odróżnieniu od ewangelii, którą mogli czytać tylko diakon, prezbiter i biskup, apostoła czytał uprawniony lektor (tak zresztą jak w całym chrześcijaństwie) z ogłoszeniem uroczystego responsorium śpiewanego na dany ton poprzez wypowiedzenie słów początkowych „Prokimenon, ton ....” W różnych sytuacjach, przy braku lektora, robił to diakon bądź kapłan. Czytaniu towarzyszyło okadzanie ołtarza, ikonostasu i wiernych. Drukarnie klasztorne zgodnie z przeznaczeniem uformowały zdobnictwo okładek apostołów, które na ogół nie wyszły poza skromne oprawy skórzane lub płócienno-materiałowe z wyjątkiem przeznaczonych dla biskupów. Apostoły XVI-XVIII w. są natomiast bogato ilustrowane grafiką drzeworytniczą. Apostoł wydany we Lwowie w 1574 r. przez Iwana Fedorowycza zawiera dla przykładu herb miasta Lwowa oraz znak wydawniczy drukarza, cechują go jasność treści i charakterystyczny układ kompozycyjny stronic.